# Джайлс, Эллиот
Э́ллиот Джайлс (англ. Elliot Giles; род. 26 мая 1994, Бирмингем, Великобритания) — британский легкоатлет, специализирующийся в беге на 800 метров. Бронзовый призёр чемпионата Европы 2016 года. Чемпион Великобритании (2016). Участник летних Олимпийских игр 2016 года.

## Биография
Эллиот долгое время не выделялся результатами на фоне сверстников, а его высшими достижениями были победы на региональном уровне ещё когда он выступал в юношеской категории. В июле 2014 года в центре Бирмингема он на своём мотоцикле попал в тяжёлую аварию. Как вспоминал сам Джайлс, на следующий день он проснулся от боли. Кости были целы, однако он заработал сотрясение мозга, повреждение задней крестообразной связки колена, разрыв ягодичной мышцы, сильную гематому в нижней части спины. В течение трёх недель Эллиот был прикован к постели, а затем несколько месяцев не расставался с костылями. Учитывая тот факт, что к моменту аварии он не участвовал в соревнованиях почти 2 года, на возвращении в спорт можно было ставить крест.
Однако благодаря грамотно спланированной программе реабилитации (в чём немаловажную роль сыграли его тренеры, Мэттью Йетс и Джеймс Брюэр), Джайлс смог выйти на дорожку уже в мае 2015 года.
В июне 2016 года он выиграл 7 из 8 своих забегов на дистанции 800 метров, в том числе (сенсационно) чемпионат Великобритании с результатом 1.48,00. Его взяли на чемпионат Европы, где он поставил перед собой задачу выполнить олимпийский норматив (1.46,00). Этот план был даже несколько перевыполнен. Необходимое время Джайлс показал в финале, попутно завоевав бронзовую медаль с результатом 1.45,54. Позади остались такие бегуны, как призёр чемпионата мира Амель Тука и призёр чемпионата Европы Пьер-Амбруаз Босс.
Федерация лёгкой атлетики Великобритании, на основании выполненного норматива, включила Эллиота в состав команды на Олимпийские игры. В Рио-де-Жанейро его выступления ограничились предварительными забегами, где он показал общее 29-е время (1.47,88) и не вышел в полуфинал.

## Основные результаты
| Год  | Турнир           | Место проведения         | Дисциплина | Место       | Результат |
| ---- | ---------------- | ------------------------ | ---------- | ----------- | --------- |
| 2016 | Чемпионат Европы | Амстердам, Нидерланды    | 800 м      | 3-е         | 1.45,54   |
| 2016 | Олимпийские игры | Рио-де-Жанейро, Бразилия | 800 м      | 29-е (заб.) | 1.47,88   |